# 哈里·韦克斯勒
哈里·韦克斯勒（英語：Harry Wexler，1911年3月15日—1962年8月11日），美国气象学家，被誉为气象卫星之父。1911年3月15日生于马萨诸塞州福尔里弗，1962年8月11日在马萨诸塞州伍兹霍尔去世，终年51岁。

## 简历
韦克斯勒于1929年就读于美国哈佛大学，1934年作为一名学生进入美国气象局，并在那一直工作止去世，期间仅在二战时加入美国空军（1942年-1946年）而中断数年。
1938年，在弗朗西斯·赖克尔德弗担任局长后，美国气象局开始使用现代天气预报方法。当时卑尔根挪威气象学校有关天气锋的理论仍存有争议性，作为美国海军气象学家，赖克尔德弗成为这一理论的追随者，并与气象局中包括韦克斯勒在内的（曾于1939年在麻省理工学院接受了培训）一群受过专业训练的年轻人一道在实际中加以探索应用。
1944年9月14日，韦克斯勒成为首位乘坐飞机（A-20浩劫攻击机）进入飓风采集数据的人。当时，该飓风来自巴哈马，正在通往新英格兰的途中，韦克斯勒和他的同事们从华盛顿飞到了位于切萨皮克湾上空的飓风风眼中。飞行结束后他们接受《时代杂志》的采访。飞行中他发现到了暴风雨中有强劲的旋风。
在他的主导下，美国于1960年发射了首颗气象卫星——泰罗斯1号；1958年，他成为美国国际地球物理年南极考察团首席科学家；20世纪50年代末和60年代初，他与前苏联联手开展了全球卫星气象监测合作。
直到去世前不久，他还一直在进行卤化物对臭氧层有害影响的研究（未发表），十年后这一课题才被重新拾起（后来保罗·克鲁岑、弗兰克·舍伍德·罗兰和马里奥·莫利纳以此获得诺贝尔化学奖）。
1958年他曾告诫在北极区的核爆炸可能引发新的冰河时代，他还警告说20世纪50年代末和60年代初，人们对大规模人为改变气候的看法过于乐观，尽管当时在卫星气象学和天气数字模拟方面取得了进展，但其长期后果难以预料，不可弥补的损失风险太高。
1962年8月11日，他在伍兹霍尔度假时死于心脏病。
月球上的韦克斯勒环形山和南极洲韦克斯勒山脉就是以他的名字命名的。
1956韦克斯勒入选美国文理科学院院士，1963年被追授卡尔-古斯塔夫·罗斯贝奖章，1977年威斯康星大学麦迪逊分校设立了哈里·韦克斯勒气象教授职位。

## 著作
- 1963年91卷的第10到12版《每月天气评论》就是献给他的。
- 1955年9月《科学美国人》的大气环流。